# Carmela (film)
Pour les articles homonymes, voir Carmela.
Pour plus de détails, voir Fiche technique et Distribution.
Carmela est un film italien réalisé par Flavio Calzavara, sorti en 1942.
Le scénario est inspiré d'une courte nouvelle La Vie militaire écrite en 1869 par Edmondo De Amicis .

## Synopsis
L'intrigue se déroule en 1893 sur une île du canal de Sicile. Une femme en est le personnage principal; elle est devenue folle, après qu'un officier en garnison sur l'île l'ait quitté sans donner de nouvelles, après lui avoir promis le mariage. À l'arrivée d'un nouvel officier, Carmela lui demande d'intervenir et croit reconnaître en lui celui qui lui a causé ses tourments amoureux. L'homme profite d'abord de l'erreur de la jeune fille, mais ensuite en tombe vraiment amoureux et cherchera à la guérir.

## Fiche technique
Sauf indication contraire, les informations mentionnées dans cette section peuvent être confirmées par la base de données cinématographiques IMDb,  présente dans la section « Liens externes ».
- Titre italien original et français : Carmela[2],[3]
- Réalisation : Flavio Calzavara
- Assistant-réalisateur : Italo Cremona (it)
- Scénario : Corrado Alvaro, Flavio Calzavara, Italo Cremona (it), d'après la nouvelle de Edmondo De Amicis
- Photographie : Gábor Pogány
- Montage : Ignazio Ferronetti
- Musique : Franco Casavola
- Chef d'orchestre : Ugo Giacomozzi
- Scénographie : Italo Cremona (it)
- Décors : Guido Fiorini, Gastone Medin
- Costumes : Giancarlo Salimbeni (it)
- Maquillage : Piero Mecacci
- Producteur exécutif : Eugenio Fontana
- Société de production : Nazionalcine
- Sociétés de distribution : Nazionalcine (Italie), Lopert Films (États-Unis), Movietime (distribution internationale)
- Langue :  italien
- Format : Noir et blanc — 35 mm — 1,37:1 — Son : Mono
- Genre : Film dramatique, Film historique
- Durée : 90 minutes
- Dates de sortie :
  - Royaume d'Italie : 3 décembre 1942
  - États-Unis : 13 mai 1949

## Distribution
- Doris Duranti : Carmela
- Pál Jávor : lieutenant Carlo Salvini
- Aldo Silvani: docteur Giulio Cavagnetti
- Egisto Olivieri : le maire
- Anna Capodaglio : mère de Carmela
- Bella Starace Sainati: Mamma Ada
- Enza Delbi: Teresita, fille du maire
- Lola Braccini : femme du maire

## Critique
Doris Duranti, revendiquait avoir été la première comédienne italienne, dont la poitrine nue a pu être filmée, avant Clara Calamai dans les films de Blasetti, La Couronne de fer et La Farce tragique, : « il mio fu il primo seno nudo ripreso all'impiedi, apparve eretto com'era di natura, orgoglioso, senza trucchi, invece la Calamai si fece riprendere sdraiata, che non è una differenza da poco » (« C'est moi qui est montré mes seins  pour la première fois, avec une vue en pied, où ils apparaissaient naturellement, orgueilleusement tendus, sans maquillage, alors que la Calamai a été filmée couchée, ce qui n'est pas une si petite différence »)